# Уильямс, Джон Киприан Фиппс
Джон Киприан Фиппс Уильямс (родился 16 ноября 1922 года в Веллингтоне — исчез в 1969 году, последние сведения о нём датируются примерно 2000 годом) — новозеландский кардиолог, первооткрыватель названного его именем синдрома.

## Биография
В 1945 и 1947 годах получил степени Бакалавра наук и Бакалавра искусств в Викторианском Колледже (ныне университет) в Веллингтоне. В 1953 году получил медицинское образование в Данидине. После этого начал работать хирургом.
В 1961 году открыл синдром, позже названный его именем. Страдающие им больные имеют когнитивные нарушения, проблемы с сердцем и «эльфийские» лица.
С 1969 года прекратил контакты со своими близкими, прервав, в том числе, отношения с писательницей Дженет Фрейм (которые за неделю до того предложил формализовать, чего Фрейм не желала), однако коллеги продолжали встречать его в Европе. Интенсивность этих встреч упала со второй половины 1970-х годов. В 1979 он обновил свой паспорт в Женеве, в 1988 Интерпол не смог разыскать учёного по запросу сестры, Высший суд Новой Зеландии объявил его «предположительно, мёртвым с 1978 года». Последние сведения о Уильямсе поступили в январе 2000 года, когда он пытался воспрепятствовать появлению сведений о нём в биографии новозеландского историка Майкла Кинга.
Жив ли ещё Уильямс и где он находится — достоверно неизвестно.

## Личность
Имел множество интересов, включая музыку и литературу, при этом был эксцентричен, а его жизнь окружали загадки.